# Cantone di Alajuelita
Il cantone di Alajuelita è un cantone della Costa Rica facente parte della provincia di San José.
La popolazione urbana è dell'86,5%. Confina a nord con San José, a est con Desamparados, a sud con Aserrí e Acosta e a ovest con Escazú.
In epoca precolombiana la zona era abitata dagli indigeni del gruppo Huetares. 
Il cantone di Alajuelita è stato istituito con legge il 4 giugno 1909. L'acquedotto pubblico fu inaugurato nel 1912 e la rete di illuminazione elettrica nel 1916. La croce di ferro, alta 26 metri, che domina l'abitato dal Cerro San Miguel, fu costruita nel 1933.
L'economia del cantone è basata sul commercio, i servizi, la piccola industria manifatturiera, l'agricoltura.

## Geografia antropica

### Suddivisioni amministrative
Il cantone  è suddiviso in 5 distretti:
- Alajuelita
- Concepción
- San Antonio
- San Felipe
- San Josecito